# ارباب مورچه‌ها
ارباب مورچه‌ها (ایتالیایی: Il signore delle formiche؛ عنوان بین‌المللی انگلیسی: Lord of the Ants) یک فیلم درام تاریخی داستانی ایتالیایی محصول ۲۰۲۲ به کارگردانی جانی آملیو است. این فیلم بر اساس رویدادهای واقعی نمایشنامه‌نویس و شاعر ایتالیایی آلدو برایبانتی (۱۹۲۲–۲۰۱۴) پایه‌گذاری شده‌است، که در سال ۱۹۶۸ طبق قوانین دوران فاشیسم ایتالیایی به دلیل همجنس‌گرایی خود به چندین سال زندان محکوم شد. نقش‌های اصلی را لوئیجی لو کاشو، الیو جرمانو، سارا سرائیوکو و لئوناردو مالتزه ایفا کردند.
این فیلم نخستین بار در هفتاد و نهمین دوره جشنواره بین‌المللی فیلم ونیز در ۶ سپتامبر ۲۰۲۲ به نمایش درآمد و مدت کوتاهی پس از آن در سینماهای ایتالیا اکران شد.

## طرح داستان
رم، اواخر دههٔ ۱۹۶۰: آلدو برایبانتی، نمایشنامه‌نویس و شاعر ایتالیایی، در یک محاکمهٔ پر سر و صدا به ۹ سال زندان محکوم شد. او به جرم «پلاژیو» متهم شد و ادعا شد که او از نظر جسمی و روانی به شاگرد و دوست خود اِتوره، که به تازگی به سن بلوغ رسیده بود، پیشروی کرده‌باشد. شاعر جوان متعاقباً به دستور خانواده‌اش در بیمارستان روانی زندانی شد. او در آنجا تحت «درمان الکتروشوکی» قرار گرفت تا از این تأثیر «شیطانی» «درمان» شود. افکار عمومی نسبت به این روند بی‌تفاوت بود.
چند سال بعد، جرم جنایی «پلاژیو» از قانون کیفری ایتالیا حذف شد. پیش از این، این قانون برای «متهم‌کردن دیگران» از همه نوع عمل کرده بود. روزنامه‌نگاری به نام اِنیو سعی دارد وقایع آن زمان را به درستی بازسازی کند. او علاوه بر صحبت با متهم، همچنین با خانواده‌اش، دوستانش، متهمان دیگر و حامیان قبلی او نیز صحبت می‌کند. او به زودی خود را مشکوک به سانسور می‌بیند.

## بازیگران
- لوئیجی لو کاشو در نقش آلدو
- الیو جرمانو در نقش اِنیو
- سارا سرائیوکو در نقش گرازیلا
- لئوناردو مالتیزه در نقش اِتوره
- آنا کاترینا آنتوناکی در نقش مدالنا
- والریو بیناسکو در نقش دادستان
- ریتا بوسلو در نقش سوزانا
- داویده وچی در نقش ریکاردو
- ماریا کالفی در نقش کارلا
- روبرتو اینفورنا در نقش مانریکو

## انتشار
ارباب مورچه‌ها نخستین بار در ۶ سپتامبر ۲۰۲۲ در هفتاد و نهمین دوره جشنواره بین‌المللی فیلم ونیز به نمایش درآمد.
اکران سینمایی آن در ایتالیا در ۸ سپتامبر ۲۰۲۲ از طریق شرکت «۰۱ دستربیوشن» انجام شد.

## جوایز و نامزدی‌ها
جانی آملیو با فیلم ارباب مورچه‌ها برای هفتمین بار برای دریافت شیر طلایی، جایزهٔ اصلی جشنواره فیلم ونیز دعوت شده‌است. این فیلم در همان زمان برای شیر دگرباشی در ونیز نامزد شد.